# Mavrommáti
Mavrommáti är en ort i Grekland.   Den ligger i prefekturen Nomós Kardhítsas och regionen Thessalien, i den centrala delen av landet, 240 km nordväst om huvudstaden Aten. Mavrommáti ligger 201 meter över havet och antalet invånare är 1 426.
Terrängen runt Mavrommáti är varierad. Runt Mavrommáti är det ganska glesbefolkat, med 23 invånare per kvadratkilometer. Närmaste större samhälle är Trikala, 15,9 km norr om Mavrommáti. I omgivningarna runt Mavrommáti växer i huvudsak blandskog.